# Balanus irradians
Balanus irradians is een zeepokkensoort uit de familie van de Balanidae. De wetenschappelijke naam van de soort is voor het eerst geldig gepubliceerd in 1982 door Zullo & Guruswami-Naidu.